# Turrivalignani
Turrivalignani é uma comuna italiana da região dos Abruzos, província de Pescara, com cerca de 868 habitantes. Estende-se por uma área de 6 km², tendo uma densidade populacional de 145 hab/km². Faz fronteira com Alanno, Lettomanoppello, Manoppello, Scafa.

## Demografia
| Variação demográfica do município entre 1861 e 2011                               |
|                                                                                   |
| Fonte: Istituto Nazionale di Statistica (ISTAT) - Elaboração gráfica da Wikipedia |